# 4x4 World Trophy
4x4 World Trophy (ou Test Drive Off-Road 3 en dehors d'Europe) est un jeu vidéo de course édité sur PlayStation, Windows et Game Boy Color. Le jeu inclut plusieurs modes de jeu, comme le championnat, course rapide, multijoueur en écran partagé (2 joueurs).

## Accueil
- GameSpot : 6,3/10 (PC)[1] - 4,3/10 (PS)[2]
- IGN : 7,3/10 (PC)[3] - 4/10 (GBC)[4]
- Jeuxvideo.com : 5/20 (GBC)[5]